# Dinesh Gunawardena

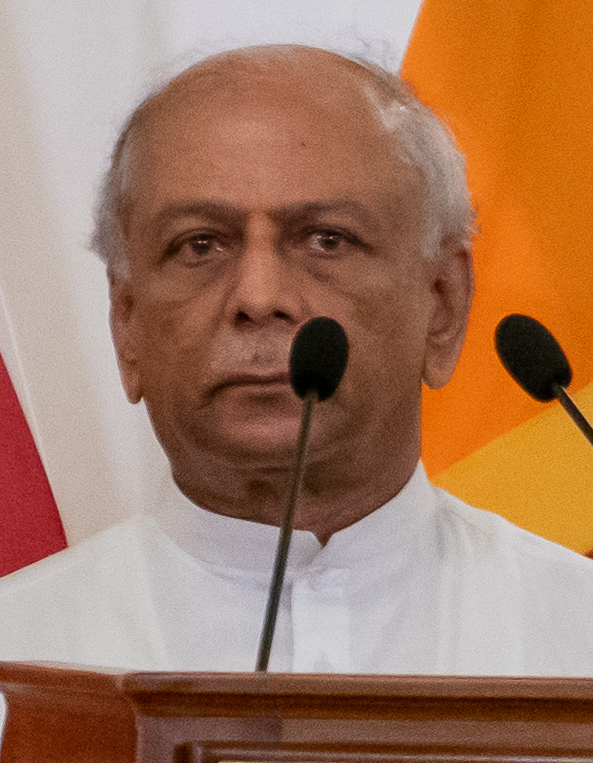
Dinesh Gunawardena

Dinesh Chandra Rupasinghe Gunawardena (Sinhala දිනේෂ් චන්ද්‍ර රූපසිංහ ගුණවර්ධන; Tamil தினேஷ் சந்திர ரூபசிங்க குணவர்தன; * 2. März 1949 in Colombo in der Dominion of Ceylon) ist ein srilankischer Politiker, der seit dem 22. Juli 2022 als Premierminister von Sri Lanka amtiert. Er bekleidet auch die Positionen des Ministers für öffentliche Verwaltung, Inneres, Provinzräte und Kommunalverwaltung. Gunawardena ist seit 1983 Vorsitzender der linken Partei Mahajana Eksath Peramuna (MEP) und hat unter mehreren früheren Regierungen Kabinettsposten bekleidet, darunter von 2020 bis 2022 als Vorsitzender des Repräsentantenhauses.
Geboren in einer politischen Familie, als Sohn von Philip Gunawardena und Kusumasiri Gunawardena und als Neffe von Vivienne Goonewardene, wurde er am Royal College, Colombo und später an der University of Oregon ausgebildet, wo er sich im Vietnamkrieg für den Pazifismus einsetzte. Er trat 1983 als Abgeordneter von Maharagama und später Colombo in die Politik ein und war zunächst als Verkehrsminister unter Ratnasiri Wickremanayake in der Regierung tätig.
Im Jahr 2022 wurde Gunawardena zum Premierminister ernannt, nachdem der frühere Präsident Gotabaya Rajapaksa inmitten der anhaltenden Wirtschaftskrise zurückgetreten und Ranil Wickremesinghe zu seinem Nachfolger gewählt worden war.

## Frühes Leben und Familie
Gunawardena wurde am 2. März 1949 in die politische Gunawardena-Familie geboren. Sein Vater Philip Gunawardena war bekannt als „der Vater des srilankischen Sozialismus“ und gilt als eine Schlüsselfigur der Unabhängigkeit. Seine Mutter Kusumasiri Gunawardena war Abgeordnete. Seine Tante Vivienne Goonewardene wurde oft als die „vorderste weibliche Figur in der srilankischen Linken“ angesehen.
Gunawardena wurde an der Royal Primary School, Colombo und am Royal College in Colombo ausgebildet und studierte später an der Netherlands School of Business in den Niederlanden. Er graduierte mit einem Bachelor of Business Administration an der University of Oregon und engagierte sich während seines Aufenthalts in den Vereinigten Staaten im studentischen Aktivismus, indem er an Protesten gegen den Vietnamkrieg teilnahm.
Gunawardena heiratete Ramani Wathsala Kotelawela. Mit ihr hatte er einen Sohn namens Yadamini, und eine Tochter namens Sankapali. Ramani starb Mitte der 1980er Jahre an einer nicht diagnostizierten Hepatitis.

## Karriere

### 1972–2000
Nach seinem Abschluss an der University of Oregon arbeitete Gunawardena in New York City, kehrte aber 1972 nach dem Tod seines Vaters nach Sri Lanka zurück. Er wurde im August 1973 in das Zentralkomitee von der  Mahajana Eksath Peramuna (MdEP) berufen und wurde 1974 ihr Generalsekretär.
Gunawardena war der Kandidat der MdEP in Avissawella bei den Parlamentswahlen 1977, wurde jedoch nicht gewählt. Bei den Nachwahlen 1983 war er Kandidat der MdEP im Wahlbezirk Maharagama, gewann und zog ins Parlament ein. Während der Parlamentswahlen 1989 kandidierte Gunawardena erfolgreich als einer der Kandidaten des MdEP im Wahlbezirk Colombo mit mehreren Mitgliedern. Bei den Parlamentswahlen 1994 war er erneut einer der Kandidaten im Wahlbezirk Colombo, aber er konnte keinen Sitz im Parlament erringen.

### 2000–2010
Am 27. August 2000 trat die MdEP der People’s Alliance (PA) bei. Gunawardena trat bei den Parlamentswahlen 2000 als einer der Kandidaten der PA im Wahlbezirk Colombo an. Er wurde gewählt und zog wieder ins Parlament ein.
Nach der Wahl 2000 wurde er zum Verkehrsminister ernannt und erhielt im September 2001 das zusätzliche Ressort Umwelt. Er wurde bei den Parlamentswahlen 2001 wiedergewählt.
Am 20. Januar 2004 gründeten die Sri Lanka Freedom Party (SLFP) und die Janatha Vimukthi Peramuna (JVP) die United People’s Freedom Alliance (UPFA), der die MEP am 2. Februar 2004 beitrat. Gunawardena war einer der Kandidaten der UPFA im Wahlbezirk Colombo bei den Parlamentswahlen 2004. Er wurde gewählt und zog wieder ins Parlament ein. Nach der Wahl wurde er zum Minister für Stadtentwicklung und Wasserversorgung und zum stellvertretenden Bildungsminister ernannt. Im Januar 2007 wurde er zum Minister für Stadtentwicklung und Entwicklung heiliger Gebiete ernannt aber verlor seine stellvertretende Position als Bildungsminister. Im Juni 2008 wurde er zum Chief Government Whip ernannt.

### 2010–2022
Gunawardena wurde bei den Parlamentswahlen 2010 wiedergewählt und anschließend zum Minister für Wasserversorgung ernannt. Nach der Präsidentschaftswahl 2015 verlor er sein Kabinettsamt, wurde jedoch wiedergewählt. Im März 2017 wurde er wegen wiederholtem schlechten Verhalten für eine Woche von Parlamentssitzungen suspendiert.
Am 22. Juli 2022 wurde Gunawardena zum Premierminister ernannt, nachdem der frühere Präsident Gotabaya Rajapaksa inmitten der anhaltenden wirtschaftlichen und politischen Krise zurückgetreten war und Ranil Wickremesinghe vom Parlament zu seinem Nachfolger gewählt worden war. Gunawardena und Wickremesinghe waren während der Schulzeit Klassenkameraden.